# Harold Thomas

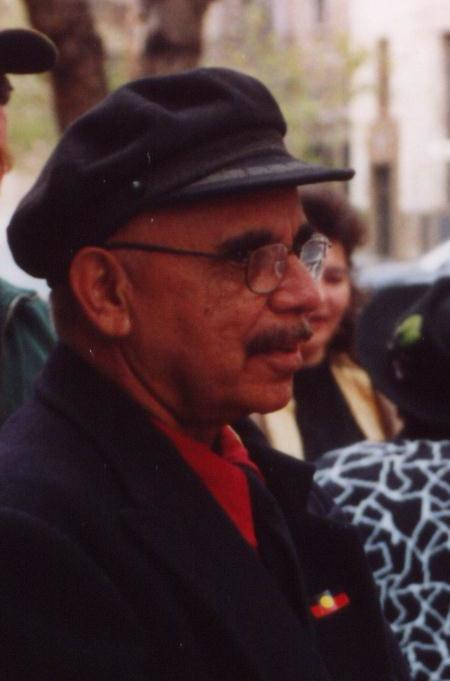
Harold Thomas in 2001 anlässlich des 30. Jahrestags der Aborigines-Flagge

Harold Thomas (* 1947 in Alice Springs, Australien) ist ein australischer Maler vom Stamm der Luritja. Thomas arbeitet als Aquarellist und mit Acrylfarben. Im Jahr 1992 malte er die offiziellen Porträts der Parlamentarier des Northern Territory. entwarf im Jahr 1971 die offizielle Flagge der Aborigines.

## Leben
Thomas arbeitet als Aquarellist und mit Acrylfarben. Im Jahr 1992 malte er die offiziellen Porträts der Parlamentarier des Northern Territory.
Er wuchs als eines von 13 Kindern in unterschiedlichen Aborigine-Dörfern außerhalb der Siedlungen von Weißen auf. Als kleines Kind kam er zunächst in das St. Johns Hostel. Mit sieben Jahren wurde er nach South Australia in das St. Francis House geschickt, eine anglikanische Einrichtung für Aborigines-Knaben. Mit zwölf Jahren kam er dann in die Familie eines englischen Priesters. Dort erhielt er auch seine Schulbildung.
Nach seinem Abschluss an der High School bekam Thomas einen Studienplatz an der South Australian School of Art und studierte anschließend Sozialanthropologie an der University of Adelaide, die er mit Diplom abschloss.
In den 1960er Jahren bewarb er sich am South Australian Museum in Adelaide und war damit der erste Aborigine, der in einem australischen Museum arbeiten durfte. In diesem Museum traf Thomas auf die größte Sammlung von Aborigines-Kunst. In den 1960/1970er Jahren der internationalen Studentenbewegung und des wachsenden Selbstbewusstseins der Schwarzen in den USA (Black Power) erstarkte auch das Selbstbewusstsein der Aborigines in Australien. Deshalb widmete sich Thomas fortan speziell der Kunst der australischen Ureinwohner.

## Aborigines-Flagge

Flagge der Aborigines

Höhepunkt seines Engagements für die Kultur des eigenen Volkes und beeinflusst durch die Landrechtsbewegung der Aborigines war im Jahr 1971 sein Entwurf der Aborigines-Flagge, deren Urheberrecht ihm im Jahr 1997 amtlich zuerkannt wurde. Diese Flagge, erstmals am National Aborigines Day (12. Juli 1971) am Victoria Square in Adelaide gehisst, wurde schließlich am 14. Juli 1995 von der australischen Regierung durch Generalgouverneur William Hayden auch offiziell anerkannt. Weltweit bekannt wurde die Flagge, als Cathy Freeman nach dem Gewinn einer Goldmedaille im 400-Meter-Lauf der Frauen bei den Olympischen Spielen in Sydney im Jahre 2000 nicht nur die australische Flagge, sondern auch die Aborigine-Flagge im Stadion zeigte, obwohl nur das Zeigen von offiziellen Nationalflaggen in olympischen Stadien erlaubt ist.
Es gab mehrere Auseinandersetzungen um das Urheberrecht an der Flagge. Nach einer Entscheidung des australischen Bundesgerichtshofs (Federal Court of Australia) im April 1997 besaß Harold Thomas das Copyright des Designs der Flagge. Im Jahr 1998 erhielt die Firma Carroll and Richardson Flags von Thomas die Lizenz, die Flagge herzustellen. Im Januar 2022 erwarb der australische Staat das Copyright an der Flagge. Dieser Kauf bedeute nach Harold Thomas, dass alle Aborigines und Australier dadurch die Möglichkeit haben, die Flagge unverändert zu verwenden.
Zunehmend sehen auch Nicht-Aborigines in dieser Flagge die offizielle Staatsflagge Australiens. Der schwarze Balken steht für die schwarzen Ureinwohner Australiens (Aborigines), die auf der roten Erde Australiens leben (roter Balken darunter) und von der gelben Sonne am Leben erhalten werden (gelber Kreis im Zentrum).

## Auszeichnungen
- 1984 gewann er den dritten Preis des erstmals verliehenen National Aboriginal Art Award, gestiftet vom Museum and Art Gallery of the Northern Territory in Darwin.

## Sammlungen und Ausstellungen

### Sammlungen
Einige seiner Werke sind im Bestand von
- Art Gallery of Western Australia in Perth
- Flinders University Art Museum in Adelaide
- Museum and Art Gallery of the Northern Territory in Darwin
- Northern Territory Chief Ministers Department in Darwin
- Queensland Art Gallery in Brisbane

### Ausstellungen (Auswahl)
In folgenden Einzelausstellungen präsentierte Thomas seine Malerei:
- 1968: Einzelausstellung in Adelaide
- 1977: Arnhemland Aboriginal Art Gallery in Darwin
- 1978: Heritage Aboriginal Art Gallery in Darwin
- 1985: Esplanade Gallery in Darwin
- 1986: The Parap Gallery in Darwin
- 1986: Raintree Gallery in Darwin
- 1987: Birukmarri Gallery in Fremantle
- 1987: Esplanade Gallery in Darwin
- 1988: The Showcase Gallery in Darwin
- 1988: Caz Gallery in Los Angeles, USA
- 1989: Masterworks Exhibition in der Raintree Gallery in Darwin

Außerdem beteiligte sich Thomas zwischen 1984 und 1993 mehrmals an der National Aboriginal Art Award Exhibition im Museum and Art Gallery of Northern Territory in Darwin.